# Mike Karakas
Michael George Karakas (2. prosince 1911 v Auroře, Minnesota, USA – 2. května 1992 v Wakefield Township, Minnesota, USA) byl americký hokejový brankář, který působil v NHL v dresu Chicago Blackhawks a Montreal Canadiens.
Byl prvním v USA narozeným a vychovaným brankářem v NHL, zároveň byl první hráč v lize řeckého původu.

## Kariéra
Mezi roky 1930 a 1935 chytal v nižší soutěži AHA.
Dres Chicago Blackhawks poprvé oblékl v NHL 7. listopadu 1935 proti New York Americans (3:1). Ve své premiérové sezoně obdržel Calder Memorial Trophy pro nejlepšího nováčka. V ročníku 1937/38 získal s Blackhawks Stanleyův pohár. Kvůli sporům s vedením o platu v sezoně 1939/40 nejprve hostoval v Montreal Canadiens, aby pak sezonu dochytal na farmě Chicaga v AHL - Providence Reds. Providence pomohl k zisku Calderova poháru. V organizaci Chicaga působil až do konce kariéry v roce 1948. Většinu času trávil v Providence, ale v letech 1943-1946 se mu povedl i návrat do branky Blackhawks.
V roce 1973 byl přijat do Síně slávy amerického hokeje.

## Individuální ocenění

### AHA
- All star tým 1934/35

### NHL
- Calder Memorial Trophy - 1935/36
- 2. All star tým - 1944/45

### AHL
- 1. All star tým - 1940/41
- 2. All star tým - 1942/43

## Statistika

### Základní část
| 1930–31      | Chicago Shamrocks   | AHA          | 8   | 5   | 2   | 0  | 435    | 16   | 0  | 2.21 |
| 1931–32      | Chicago Shamrocks   | AHA          | 45  | 29  | 11  | 5  | 2624   | 65   | 9  | 1.59 |
| 1932–33      | St. Louis Flyers    | AHA          | 43  | 23  | 19  | 1  | 2702   | 85   | 5  | 1.89 |
| 1933–34      | Tulsa Oilers        | AHA          | 48  | 23  | 25  | 0  | 2918   | 110  | 7  | 2.26 |
| 1934–35      | Tulsa Oilers        | AHA          | 41  | 20  | 17  | 4  | 2640   | 77   | 4  | 1.52 |
| 1935/36      | Chicago Black Hawks | NHL          | 48  | 21  | 19  | 8  | 2990   | 92   | 9  | 1.85 |
| 1936/37      | Chicago Black Hawks | NHL          | 48  | 14  | 27  | 7  | 2978   | 131  | 5  | 2.64 |
| 1937/38      | Chicago Black Hawks | NHL          | 48  | 14  | 25  | 9  | 2980   | 139  | 1  | 2.80 |
| 1938/39      | Chicago Black Hawks | NHL          | 48  | 12  | 28  | 8  | 2988   | 132  | 5  | 2.65 |
| 1939/40      | Providence Reds     | AHL          | 14  | 7   | 5   | 2  | 860    | 43   | 1  | 3.00 |
| 1939/40      | Chicago Black Hawks | NHL          | 17  | 7   | 9   | 1  | 1050   | 58   | 0  | 3.31 |
| 1939/40      | Montreal Canadiens  | NHL          | 5   | 0   | 4   | 1  | 310    | 18   | 0  | 3.48 |
| 1940/41      | Providence Reds     | AHL          | 56  | 31  | 21  | 4  | 3540   | 171  | 0  | 2.97 |
| 1941/42      | Providence Reds     | AHL          | 56  | 17  | 32  | 7  | 3470   | 237  | 1  | 4.10 |
| 1941/42      | New Haven Eagles    | AHL          | 1   | 0   | 1   | 0  | 60     | 7    | 0  | 7.00 |
| 1942/43      | Providence Reds     | AHL          | 56  | 27  | 27  | 2  | 3430   | 216  | 2  | 3.78 |
| 1943/44      | Providence Reds     | AHL          | 24  | 6   | 15  | 3  | 1440   | 67   | 0  | 3.63 |
| 1943/44      | Chicago Black Hawks | NHL          | 26  | 12  | 9   | 5  | 1560   | 79   | 3  | 3.04 |
| 1944/45      | Chicago Black Hawks | NHL          | 48  | 12  | 29  | 7  | 2880   | 187  | 4  | 3.90 |
| 1945/46      | Chicago Black Hawks | NHL          | 48  | 22  | 19  | 7  | 2880   | 166  | 1  | 3.46 |
| 1946/47      | Providence Reds     | AHL          | 62  | 21  | 31  | 10 | 3720   | 266  | 0  | 4.29 |
| 1947/48      | Providence Reds     | AHL          | 2   | 1   | 1   | 0  | 120    | 7    | 0  | 3.50 |
| Celkem v NHL | Celkem v NHL        | Celkem v NHL | 336 | 114 | 169 | 53 | 20,616 | 1002 | 28 | 2.92 |

### Play off
| 1931/32    | Chicago Shamrocks   | AHA        | 4  | 3  | 1  | — | 242  | 10 | 0 | 2.48 |
| 1932/33    | St. Louis Flyers    | AHA        | 4  | 2  | 2  | — | 284  | 6  | 1 | 1.27 |
| 1933/34    | Tulsa Oilers        | AHA        | 4  | 2  | 2  | — | 260  | 7  | 1 | 1.62 |
| 1934/35    | Tulsa Oilers        | AHA        | 2  | 0  | 2  | — | 130  | 8  | 0 | 3.69 |
| 1935/36    | Chicago Black Hawks | NHL        | 2  | 1  | 1  | 0 | 120  | 7  | 0 | 3.50 |
| 1937/38    | Chicago Black Hawks | NHL        | 8  | 6  | 2  | — | 525  | 15 | 2 | 1.71 |
| 1939/40    | Providence Reds     | AHL        | 8  | 6  | 2  | — | 545  | 21 | 2 | 2.31 |
| 1940/41    | Providence Reds     | AHL        | 4  | 1  | 3  | — | 279  | 13 | 0 | 2.60 |
| 1941/42    | Springfield Indians | AHL        | 3  | 0  | 2  | — | 160  | 7  | 0 | 2.63 |
| 1942/43    | Providence Reds     | AHL        | 2  | 0  | 2  | — | 130  | 7  | 0 | 3.23 |
| 1943/44    | Chicago Black Hawks | NHL        | 9  | 4  | 5  | — | 549  | 24 | 1 | 2.62 |
| 1945/46    | Chicago Black Hawks | NHL        | 4  | 0  | 4  | — | 240  | 26 | 0 | 6.50 |
| Celkem NHL | Celkem NHL          | Celkem NHL | 23 | 11 | 12 | 0 | 1434 | 72 | 3 | 3.01 |